# Johnny Kidd & the Pirates
Johnny Kidd & the Pirates war eine der erfolgreichsten englischen Rock-’n’-Roll-Bands der späten 1950er und frühen 1960er Jahre.

## Werdegang
Johnny Kidd, mit richtigem Namen Frederick Heath, war es, der praktisch den Prototyp der späteren „Heavy-Metal-Gitarren-Trios“ entwickelte, sowohl den Sound als auch das Outfit betreffend. Er trat stets in glänzendem schwarzen Leder auf und trug, ausschließlich wegen der Wirkung, eine schwarze Augenklappe über dem rechten Auge. Johnny Kidd war einer der wenigen originalen britischen Rock-’n’-Roll-Acts. Nachdem in den frühen 1960er Jahren die Beat-Ära einsetzte, folgten sie dem Trend, konnten sich aber nicht dauerhaft gegen die aufkommenden Mersey-Beat-Bands behaupten.
Zum ersten Mal machte der gelernte Dekorateur Kidd 1959 von sich reden mit dem selbst geschriebenen Song Please Don't Touch, der nur unter dem Namen Johnny Kidd veröffentlicht wurde. Seinen größten Erfolg hatte er dann 1960 mit dem Klassiker Shakin' All Over. Es dauerte fast drei Jahre, in denen die Band fünf erfolglose Singles veröffentlichte, bis sie 1963 mit I'll Never Get Over You ein Comeback feiern konnte. Auch die Nachfolgesingle Hungry For Love erreichte die Top 20. Danach blieben Erfolge gänzlich aus, auch die Soloplatte der Pirates My Babe verkaufte sich nicht. Nach fünf weiteren erfolglosen Singles trennten sich die Pirates und Johnny Kidd im April 1966 und veröffentlichten jeweils eine Single im Sommer 1966, die Verkaufserfolge blieben auch diesmal aus. Zwischen 1959 und 1966 erschienen zwanzig Singles und eine EP in Großbritannien, die erste LP der Gruppe wurde erst 1971 veröffentlicht (Shakin' All Over, Starline SRS 5100).
Am 7. Oktober 1966 verunglückte Johnny Kidd im Alter von 30 Jahren tödlich bei einem Autounfall. Ohne Heath löste sich die Band schnell auf. In den 1970er Jahren kam es zu einer Wiedervereinigung von Green, Spence und Farley, die unter dem Bandnamen The Pirates neue Aufnahmen herausbrachten und auftraten. Mick Green nahm später an Aufnahmesessions unter anderem von Van Morrison und Paul McCartney teil. Gemeinsam mit Alan Lancaster schrieb er vier Songs, die von Status Quo aufgenommen wurden.

## Mitglieder
Bandbesetzung 1960 bei Shakin' All Over:
- Frederick Heath  alias Johnny Kidd (* 23. Dezember 1935; † 7. Oktober 1966), Gesang
- Joe Moretti, Leadgitarre
- Brian Gregg, Bassgitarre; 1963 bei den  The Tornados
- Alan Caddy (* 2. Februar 1940; † 16. August 2000), Rhythmusgitarre, ab 1961 bei The Tornados
- Clem Cattini, Schlagzeug; ab 1961 bei The Tornados

Dezember 1963:
- Frederick Heath
- Mick Green, Gitarre
- Johnny Spence, Bass
- Frank Farley, Schlagzeug

## Single-Diskografie
| Jahr | Titel Album                | Höchstplatzierung, Gesamtwochen, AuszeichnungChartsChartplatzierungen (Jahr, Titel, Album, Platzierungen, Wochen, Auszeichnungen, Anmerkungen) | Anmerkungen |
| Jahr | Titel Album                | UK | Anmerkungen |
| ---- | -------------------------- | --- | ----------- |
| 1960 | You Got What It Takes      | UK25 (3 Wo.)UK |             |
| 1960 | Shakin’ All Over           | UK1 (19 Wo.)UK |             |
| 1960 | Restless                   | UK22 (7 Wo.)UK |             |
| 1961 | Linda Lu                   | UK47 (1 Wo.)UK |             |
| 1963 | A Shot of Rhythm and Blues | UK48 (1 Wo.)UK |             |
| 1963 | I’ll Never Get Over You    | UK4 (15 Wo.)UK |             |
| 1963 | Hungry For Love            | UK20 (10 Wo.)UK |             |
| 1964 | Always and Ever            | UK46 (1 Wo.)UK |             |

Weitere Singles
- 1959: Please Don’t Touch